# We See the Same Sun
We See the Same Sun es el segundo álbum del grupo eurodance alemán Mr. President, lanzado el 13 de mayo de 1996.
Este álbum provocó el éxito internacional de la banda, de la mano de sus tres hit-singles: "Coco Jamboo", su canción más exitosa que entró en las listas de toda Europa, Australia y los Estados Unidos, "I Give You My Heart" y "Show Me The Way ". El álbum también contiene una canción grabada con la cantante alemana Nino De Angelo, "Olympic dreams".

## Lista de canciones
1. Intro (1:21)
2. Coco Jamboo (3:38)
3. Side To Side (3:32)
4. Goodbye, Lonely Heart (3:24)
5. I Give You My Heart (3:35)
6. Love Zone (3:23)
7. Show Me The Way (3:30)
8. Olympic Dreams (3:34)
9. You Can Get It! (3:41)
10. Don't You Ever Stop (3:51)
11. Turn It Up! (3:43)
12. I Love The Way You Love Me (3:30)
13. I Love To Love (3:10)
14. Where The Sun Goes Down (3:25)
15. Outro (1:09)